# Marjan Rožanc
Marjan Rožanc, slovenski pisatelj, dramatik in esejist, * 21. november 1930, Slape pri Ljubljani, † 18. september 1990, Ljubljana.

## Življenje
Rodil se je kot drugi sin Viktorja Rožanca, bolniškega strežnika v umobolnici na Studencu, in Otilije, rojene Berghaus, gospodinje. Najprej so stanovali v Slapah pri Ljubljani, od koder se 1934 preselijo v Zeleno jamo, ki je odločilno zaznamovala njegovo zgodnjo mladost. Med letoma 1937 in 1940 je obiskoval osnovno šolo v Mostah, med letoma 1940 in 1943 pa nižjo gimnazijo v prvi državni realki na Vegovi ulici.
Pri 14 letih je postal pomožni delavec v ljubljanski Kartonažni tovarni, leta 1945 pa še v kulisarni Drame SNG v Ljubljani in Opere. Leta 1947 se je vpisal v grafično šolo, 1950 pa se je zaposlil kot kvalificirani litografski risar v tiskarni Ljudske pravice v Ljubljani. Istega leta je šel na enoletno služenje vojaškega roka v šolo rezervnih oficirjev v Požarevac. 
Na vojaškem sodišču v Beogradu je bil 1951 zaradi sovražne propagande obsojen na tri leta in pol strogega zapora. Kazen je prestajal v vojaškem zaporu v Beogradu, Požarevcu, na kazenskih deloviščih v Popovcu nad Paračinom in rudniku svinca v Trepči, zadnji dve leti pa je preživel v Sremski Mitrovici. 
Po vrnitvi se je 1955 zaposlil kot pomožni litografski risar v Mariborski tiskarni in arhivar v Časopisno-grafičnem podjetju Večer v Mariboru. Takrat je začel objavljati v Obzorniku Prešernove družbe (Prišla je tudi Helena, Mišolovka, gumbi in tičnica), v Mladih potih, Ljubljanskem dnevniku, Naši sodobnosti in Novih obzorjih. Od 1956 se je preživljal s pisanjem, vendar brez statusa svobodnega književnika, ki ga je dobil 1960. Tega leta se je poročil z Janjo Kacjan, 1972 se jima je rodila hčerka Tonca, baletna plesalka v SNG Opera in balet Ljubljana.
V letih 1962 in 1963 je bil član uredniškega odbora Perspektiv, v sezoni 1962/1963 pa je vodil eksperimentalno gledališče Oder 57, ki je prenehalo delovati spomladi 1964, ko je oblast zaradi političnih izgredov prepovedala igro Topla greda; na prvo uprizoritev je prišlo nekaj delavcev iz neke zadruge, ki so s kričanjem prekinili predstavo. Predstavniki Odra 57 in Perspektiv so bili mnenja, da bo ponovna uprizoritev spet izzvala izgrede, zato so jo zadnji dan odpovedali, predstavo ter natis besedila pa je oblast dokončno prepovedala. Ukinjene so bile tudi Perspektive, avtor pa se je umaknil s kulturno-politične scene. 
Leta 1968 je bil zaradi esejev, objavljenih v tržaški reviji Most, obsojen na pogojno dveletno kazen. Med letoma 1969 in 1970 je bil član in sekretar uredniškega odbora Problemov, od 1974 do 1981 pa je bil zaposlen kot sekretar zveze športnih društev Slovan in direktor delovne skupnosti ZŠD Slovan. 
1980 je kupil staro kmečko hišo na Krasu v Volčjem Gradu, jo obnovil in tam preživel večino svojega časa in ustvarjalnega dela. Kraj naj bi dobil ime po grofovi hčerki Mariji Volciji iz Ogleja, ki se je v tem kraju zdravila. Skoraj vsako leto je izdal nov roman, knjigo kratke proze ali esejev. Celotno pisateljevo knjižnico je žena po njegovi smrti zapustila komenski knjižnici. Njegovo hišo je kupil slikar Mario Palli.
1990 je umrl v Ljubljani za posledicami bolezni na pljučih.

## Literarno ustvarjanje
Za njegove zadnje objave, predvsem so to črtice in novele, je značilno opisovanje predmestnega okolja in življenjskih vprašanj, tako imenovanih malih ljudi, kmalu tudi vse izrazitejša družbena in moralna kritičnost – ta je dobila svojski obraz tudi v drami Jutro polpreteklega včeraj, ki uprizarja izvirno slovensko različico jezne mladostne dobe. V začetnih novelah, ki so zbrane v knjigi Mrtvi in vsi ostali, pa piše o zaporniških izkušnjah. V tistem času je velik vpliv nanj imel Gustave Flaubert. 
Že v prvih pripovednih besedilih so pomembne avtobiografske prvine, nanašajoče se zlasti na avtorjevo intimno pripadnost socialnemu in duhovnemu okolju ljubljanskega delavskega "zamestja" Zelena jama. V tem smislu je značilna novela Pravljica. Njeno snov je avtor pozneje razširil in poglobil v enem svojih osrednjih del, romanu Ljubezen, ki v nostalgični spominski optiki obnavlja usodo pripovedovalčeve mladostne druščine in tudi širše dogajanje ter atmosfero v Zeleni jami med okupacijo. Vodilna tema romana je mladostnikova čista ljubeča zavezanost svojemu okolju in ljudem ne glede na tragične ločitve zaradi vojne. Po tem romanu in po noveli Pravljica je Rajko Ranfl leta 1984 posnel istoimenski celovečerni film.
Svobodno predelane avtobiografske prvine je mogoče razbrati še v drugih pripovednih delih, na primer v kratkih romanih Hudodelci, ki temeljijo na avtorjevi zaporniški izkušnji (film Francija Slaka, 1987), Metulj, Sentimentalni časi, Roman o knjigah, v katerem avtor povezuje spominsko zgodbo o knjigah in pisateljih, ki so ga duhovno oblikovali, z refleksijami in komentarji načelne narave, tako da je delo na meji pripovedne in esejistične proze; podobno tudi roman Lectio divina. 
Sploh je za njegovo prozo značilno, da se v pripovedih pojavljajo obsežni in samostojni esejistični vložki. V drami Stavba poskuša z realističnim in naturalističnim oblikovnim postopkom odkrivati vedno kakšno širšo sliko ali splošno veljavno resnico človekovega sveta. Oboje je še posebej značilno za novelistično zbirko Vstajenje mesa in njegovo zadnje delo, na "postmodernistični" način sestavljeni roman Brevir.
Od sredine šestdesetih letih se je ukvarjal z esejistiko. Eseje je sprva objavljal v revijah, kmalu pa tudi v samostojnih knjižnih izdajah, med katerimi so najznačilnejše Iz krvi in mesa, Evropa, Manihejska kronika in Brevir. Njihova tematika obsega ključna vprašanja novodobnega evropskega humanizma, politiko, kulturo, moralo, umetnost, šport, filozofska, literarna, zgodovinska, eksistencialna, religiozna in metafizična vprašanja, kot jih pred občutljivega, verujočega in skeptičnega človeka postavlja moderni "brezbožni" čas.
Pisal je tudi športne eseje. Pri športu ga je bolj kot zunanji uspeh privlačil proces združevanja. Svojo osebno izkušnjo na področju športa je Rožanc esejistično preformiral v knjigi Demon Iva Daneva, kjer gre za dva eseja (Demon Iva Daneva in Maša dvajsetega stoletja), ki govorita o košarki in nogometu in kjer piše o tem, da je šport del človeške vsakdanjosti. Tudi sam se je ukvarjal s športom, bil je nogometaš. Po njem so poimenovali tradicionalni mladinski nogometni turnir v Ljubljani. Izkušnja v športu je nanj delovala zelo pozitivno, saj je v tem času objavil veliko število del; kot je sam rekel, je v službi deloval kot družbeni delavec, literaturo pa pisal kot privatnik.
Rožanc je bil kot pripovednik in dramatik, ki je v začetnem obdobju deloval v okviru socialnega realizma, pozneje pa modernistično, predvsem kritik družbe, v slogu realističnega opisa prikazuje psihična stanja izgubljenih posameznikov. V dramskih besedilih se je v oživljanju atmosfere zgledoval po Antonu Pavloviču Čehovu in Samuelu Beckettu, mojstroma groteskne tragičnosti. Iz njegovih proznih in dramskih del veje eksistencialistična miselnost.
Napisal je nekaj filmskih scenarijev: Akcija (1960) in Begunec (1973), oba je režiral Jani Kavčič; Indijanska zima (1986) skupaj z Jožetom Dolmarkom, nekaj jih je ostalo nerealiziranih.

## Nagrade
Od leta 1993 podeljujejo Nagrado Marjana Rožanca za najboljšo esejistično zbirko. Najprej sta jo podeljevala založba Mihelač in časnik Dnevnik, leta 1998 pa je organizacijo, zagotavljanje sredstev ter imenovanje in usklajevanje dela žirije prevzel Sklad Marjana Rožanca, ki sta ga leta 1998 ustanovili založbi Nova revija in Mihelač. Teden Marjana Rožanca vsako leto v Volčjem Gradu pri Komnu organizirata Knjižnica Komen in upravni odbor Sklada Marjana Rožanca. 
Od leta 1992 Mestna občina Ljubljana razpisuje nagrade Marjana Rožanca za področje športa v Mestni občini Ljubljana, ki jo prejmejo prostovoljni športni delavci, športniki, športni vzgojitelji, profesionalni delavci v športu in športni novinarji za izjemne dosežke v preteklem letu ali za delo v daljšem obdobju. Podelijo največ štiri nagrade.
Avtor je prejel naslednje nagrade:
- 1980 nagrado Prešernovega sklada (1980) za roman Ljubezen,
- 1984 Pergamentno priznanje Zveze športnih društev Slovan za predano delo in doprinos k razvoju Slovana v eno najuspešnejših športnih društev v Sloveniji,
- 1986 Zlato Bloudkovo značko za dolgoletno organizacijsko in strokovno delo na športnem področju, ki mu jo je podelila Telesnokulturna skupnost Slovenije; mednarodni mladinski nogometni turnir na Slovanu se je po njegovi smrti preimenoval v memorial Marjana Rožanca,
- 1991 so mu za življenjsko delo posmrtno podelili Prešernovo nagrado.